# Juan Fontán Lobé
Juan Fontán Lobé (Palma, Mallorca, 21 d'agost de 1894 - 14 de juliol de 1944) va ser un artiller mallorquí, enginyer naval, notable bibliògraf africanista, gran coneixedor de la Guinea Espanyola i procurador en Corts.

## Biografia
Fou president d'Acció Popular i propietari del periòdic Acción a Las Palmas de Gran Canaria, el primer número de la qual aparegué l'abril de 1934.
Posteriorment fou Governador de la Guinea Espanyola des d'octubre de 1937 a gener de 1942, i cessà del càrec per a ser nomenat Director General de Marroc i Colònies.
Tornat a la península com a Director General del Marroc i Colònies va ser procurador en Corts per designació directa del Cap d'Estat, Francisco Franco, durant la I Legislatura de les Corts Espanyoles (1943-1946). Va morir ocupant el càrrec.

## Col·leccionista
La documentació històrica que Fontán Lobé va anar reunint al llarg de la seva vida, va ser repartida entre la Biblioteca Nacional i l'Arxiu de l'Administració General de l'Estat a Alcalá de Henares. El llegat de Juan Fontán Lobé a la Biblioteca Nacional resulta essencial per la seva documentació sobre Guinea.